# Колд-Бей (Аляска)
Колд-Бей (англ. Cold Bay) — місто (англ. city) в США, в окрузі Східні Алеутські острови штату Аляска. Населення — 50 осіб (2020).

## Географія
Розташоване на узбережжі півострова Аляска, приблизно за 29 км на північний захід від містечка Кінг-Коув.
Колд-Бей розташований за координатами 55°12′56″ пн. ш. 162°46′34″ зх. д. / 55.21556° пн. ш. 162.77611° зх. д. (55.215583, -162.776107).  За даними Бюро перепису населення США в 2010 році місто мало площу 185,63 км², з яких 137,82 км² — суходіл та 47,81 км² — водойми. В 2017 році площа становила 176,26 км², з яких 138,34 км² — суходіл та 37,92 км² — водойми.

### Клімат
| Клімат : Колд-Бей                           | Клімат : Колд-Бей | Клімат : Колд-Бей | Клімат : Колд-Бей | Клімат : Колд-Бей | Клімат : Колд-Бей | Клімат : Колд-Бей | Клімат : Колд-Бей | Клімат : Колд-Бей | Клімат : Колд-Бей | Клімат : Колд-Бей | Клімат : Колд-Бей | Клімат : Колд-Бей | Клімат : Колд-Бей |
| Показник                                    | Січ.              | Лют.              | Бер.              | Квіт.             | Трав.             | Черв.             | Лип.              | Серп.             | Вер.              | Жовт.             | Лист.             | Груд.             | Рік               |
| Абсолютний максимум, °C                     | 15,0              | 10,0              | 13,3              | 15,6              | 20,0              | 22,2              | 25,0              | 25,6              | 21,1              | 20,6              | 15,0              | 12,2              | 25,6              |
| Середній максимум, °C                       | 0,5               | 0,9               | 1,7               | 3,9               | 7,6               | 10,7              | 12,9              | 13,6              | 11,6              | 7,5               | 3,9               | 2,0               | 6,4               |
| Середній мінімум, °C                        | −4,7              | −4,3              | −3,8              | −1,7              | 1,7               | 5,2               | 8,0               | 8,7               | 6,3               | 1,9               | −1,1              | −3                | 1,1               |
| Абсолютний мінімум, °C                      | −25               | −22,8             | −25               | −15,6             | −7,8              | −2,8              | 0,6               | 0,0               | −3,3              | −14,4             | −17,2             | −22,8             | −25               |
| Норма опадів, мм                            | 80                | 76                | 69                | 61                | 66                | 69                | 63                | 93                | 120               | 121               | 126               | 113               | 1058              |
| Днів з опадами                              | 21,2              | 19,2              | 19,5              | 19,0              | 17,9              | 18,1              | 18,4              | 21,3              | 22,5              | 24,6              | 24,0              | 23,6              | 249,3             |
| Днів зі снігом                              | 14,6              | 13,0              | 14,2              | 11,0              | 3,1               | 0,1               | 0                 | 0                 | 0,1               | 3,9               | 11,5              | 14,1              | 85,6              |
| Вологість повітря, %                        | 84.3              | 83.5              | 82.8              | 82.5              | 83.5              | 86.3              | 88.3              | 89.5              | 86.4              | 82.8              | 83.5              | 86.3              | 84                |
| ------------------------------------------- | ----------------- | ----------------- | ----------------- | ----------------- | ----------------- | ----------------- | ----------------- | ----------------- | ----------------- | ----------------- | ----------------- | ----------------- | ----------------- |
| Джерело: NOAA (relative humidity 1961–1990) |                   |                   |                   |                   |                   |                   |                   |                   |                   |                   |                   |                   |                   |

## Демографія

### Перепис 2010
Згідно з переписом 2010 року, у місті мешкало 108 осіб у 46 домогосподарствах у складі 29 родин. Густота населення становила 1 особа/км².  Було 82 помешкання (0/км²).
Расовий склад населення:
| - 74,1 % — білих - 12,0 % — корінних американців - 1,9 % — чорних або афроамериканців - 1,9 % — азіатів |

До двох чи більше рас належало 9,3 %. Частка іспаномовних становила 4,6 % від усіх жителів.
За віковим діапазоном населення розподілялося таким чином: 19,4 % — особи молодші 18 років, 79,7 % — особи у віці 18—64 років, 0,9 % — особи у віці 65 років та старші. Медіана віку мешканця становила 44,8 року. На 100 осіб жіночої статі у місті припадало 157,1 чоловіків;  на 100 жінок у віці від 18 років та старших — 128,9 чоловіків також старших 18 років.
Середній дохід на одне домашнє господарство  становив 86 071 долар США (медіана — 86 250), а середній дохід на одну сім'ю — 99 458 доларів (медіана — 98 750). Медіана доходів становила 74 375 доларів для чоловіків та 43 125 доларів для жінок. 
Цивільне працевлаштоване населення становило 35 осіб. Основні галузі зайнятості: транспорт — 45,7 %, публічна адміністрація — 28,6 %, мистецтво, розваги та відпочинок — 14,3 %, роздрібна торгівля — 5,7 %.

### Перепис 2000
За даними перепису 2000 року населення міста становило 88 осіб. Расовий склад: корінні американці (17,05 %), білі (71,59 %), афроамериканці (3,41 %), азіати (4,55 %), населення островів Тихого океану (2,27 %), представники двох і більш рас (1,14 %). Частка осіб у віці молодше 18 років  — 23,9 %; осіб від 18 до 24 років  — 9,1 %; осіб від 25 до 44 років  — 39,8 %; осіб від 45 до 64 років  — 27,3 %. Середній вік населення  — 24 років. На кожні 100 жінок припадає 183,9 чоловіків.
З 34 домашніх господарств в 33,3 %  — виховували дітей віком до 18 років, 44,4 % представляли собою подружні пари, які спільно проживають, в 2,8 % сімей жінки проживали без чоловіків, 50,0 % не мали родини. 36,1 % від загального числа сімей на момент перепису жили самостійно, при цьому 0 % склали самотні літні люди у віці 65 років та старше. В середньому домашнє господарство ведуть 2,28 особи, а середній розмір родини  — 3,11 особи.

## Транспорт
Є аеропорт з регулярним сполученням.